# Pseudomystides
Pseudomystides är ett släkte av ringmaskar som beskrevs av Bergström 1914. Pseudomystides ingår i familjen Phyllodocidae.
Kladogram enligt Catalogue of Life och Dyntaxa:
| Pseudomystides | \| \| Pseudomystides limbata \| \| \| \| \| \| Pseudomystides spinachia \| \| \| \| |
|                | \| \| Pseudomystides limbata \| \| \| \| \| \| Pseudomystides spinachia \| \| \| \| |
|                | Pseudomystides limbata                                                              |
|                |                                                                                     |
|                | Pseudomystides spinachia                                                            |
|                |                                                                                     |